# Parasimodera saussurei
Parasimodera saussurei är en insektsart som beskrevs av George Clifford Carl 1914. Parasimodera saussurei ingår i släktet Parasimodera och familjen vårtbitare. Inga underarter finns listade i Catalogue of Life.